# 1013
Portal Geschichte | Portal Biografien | Aktuelle Ereignisse | Jahreskalender | Tagesartikel

◄ |
10. Jahrhundert |
11. Jahrhundert
| 12. Jahrhundert | ►

◄ |
980er |
990er |
1000er |
1010er
| 1020er | 1030er | 1040er | ►

◄◄ |
◄ |
1009 |
1010 |
1011 |
1012 |
1013
| 1014 | 1015 | 1016 | 1017 | ► | ►►
Staatsoberhäupter  · Nekrolog
| Januar | Januar | Januar | Januar | Januar | Januar | Januar | Januar |
| Kw     | Mo     | Di     | Mi     | Do     | Fr     | Sa     | So     |
| ------ | ------ | ------ | ------ | ------ | ------ | ------ | ------ |
| 1      |        |        |        | 1      | 2      | 3      | 4      |
| 2      | 5      | 6      | 7      | 8      | 9      | 10     | 11     |
| 3      | 12     | 13     | 14     | 15     | 16     | 17     | 18     |
| 4      | 19     | 20     | 21     | 22     | 23     | 24     | 25     |
| 5      | 26     | 27     | 28     | 29     | 30     | 31     |        |

| Februar | Februar | Februar | Februar | Februar | Februar | Februar | Februar |
| Kw      | Mo      | Di      | Mi      | Do      | Fr      | Sa      | So      |
| ------- | ------- | ------- | ------- | ------- | ------- | ------- | ------- |
| 5       |         |         |         |         |         |         | 1       |
| 6       | 2       | 3       | 4       | 5       | 6       | 7       | 8       |
| 7       | 9       | 10      | 11      | 12      | 13      | 14      | 15      |
| 8       | 16      | 17      | 18      | 19      | 20      | 21      | 22      |
| 9       | 23      | 24      | 25      | 26      | 27      | 28      |         |

| März | März | März | März | März | März | März | März |
| Kw   | Mo   | Di   | Mi   | Do   | Fr   | Sa   | So   |
| ---- | ---- | ---- | ---- | ---- | ---- | ---- | ---- |
| 9    |      |      |      |      |      |      | 1    |
| 10   | 2    | 3    | 4    | 5    | 6    | 7    | 8    |
| 11   | 9    | 10   | 11   | 12   | 13   | 14   | 15   |
| 12   | 16   | 17   | 18   | 19   | 20   | 21   | 22   |
| 13   | 23   | 24   | 25   | 26   | 27   | 28   | 29   |
| 14   | 30   | 31   |      |      |      |      |      |

| April | April | April | April | April | April | April | April |
| Kw    | Mo    | Di    | Mi    | Do    | Fr    | Sa    | So    |
| ----- | ----- | ----- | ----- | ----- | ----- | ----- | ----- |
| 14    |       |       | 1     | 2     | 3     | 4     | 5     |
| 15    | 6     | 7     | 8     | 9     | 10    | 11    | 12    |
| 16    | 13    | 14    | 15    | 16    | 17    | 18    | 19    |
| 17    | 20    | 21    | 22    | 23    | 24    | 25    | 26    |
| 18    | 27    | 28    | 29    | 30    |       |       |       |

| Mai | Mai | Mai | Mai | Mai | Mai | Mai | Mai |
| Kw  | Mo  | Di  | Mi  | Do  | Fr  | Sa  | So  |
| --- | --- | --- | --- | --- | --- | --- | --- |
| 18  |     |     |     |     | 1   | 2   | 3   |
| 19  | 4   | 5   | 6   | 7   | 8   | 9   | 10  |
| 20  | 11  | 12  | 13  | 14  | 15  | 16  | 17  |
| 21  | 18  | 19  | 20  | 21  | 22  | 23  | 24  |
| 22  | 25  | 26  | 27  | 28  | 29  | 30  | 31  |

| Juni | Juni | Juni | Juni | Juni | Juni | Juni | Juni |
| Kw   | Mo   | Di   | Mi   | Do   | Fr   | Sa   | So   |
| ---- | ---- | ---- | ---- | ---- | ---- | ---- | ---- |
| 23   | 1    | 2    | 3    | 4    | 5    | 6    | 7    |
| 24   | 8    | 9    | 10   | 11   | 12   | 13   | 14   |
| 25   | 15   | 16   | 17   | 18   | 19   | 20   | 21   |
| 26   | 22   | 23   | 24   | 25   | 26   | 27   | 28   |
| 27   | 29   | 30   |      |      |      |      |      |

| Juli | Juli | Juli | Juli | Juli | Juli | Juli | Juli |
| Kw   | Mo   | Di   | Mi   | Do   | Fr   | Sa   | So   |
| ---- | ---- | ---- | ---- | ---- | ---- | ---- | ---- |
| 27   |      |      | 1    | 2    | 3    | 4    | 5    |
| 28   | 6    | 7    | 8    | 9    | 10   | 11   | 12   |
| 29   | 13   | 14   | 15   | 16   | 17   | 18   | 19   |
| 30   | 20   | 21   | 22   | 23   | 24   | 25   | 26   |
| 31   | 27   | 28   | 29   | 30   | 31   |      |      |

| August | August | August | August | August | August | August | August |
| Kw     | Mo     | Di     | Mi     | Do     | Fr     | Sa     | So     |
| ------ | ------ | ------ | ------ | ------ | ------ | ------ | ------ |
| 31     |        |        |        |        |        | 1      | 2      |
| 32     | 3      | 4      | 5      | 6      | 7      | 8      | 9      |
| 33     | 10     | 11     | 12     | 13     | 14     | 15     | 16     |
| 34     | 17     | 18     | 19     | 20     | 21     | 22     | 23     |
| 35     | 24     | 25     | 26     | 27     | 28     | 29     | 30     |
| 36     | 31     |        |        |        |        |        |        |

| September | September | September | September | September | September | September | September |
| Kw        | Mo        | Di        | Mi        | Do        | Fr        | Sa        | So        |
| --------- | --------- | --------- | --------- | --------- | --------- | --------- | --------- |
| 36        |           | 1         | 2         | 3         | 4         | 5         | 6         |
| 37        | 7         | 8         | 9         | 10        | 11        | 12        | 13        |
| 38        | 14        | 15        | 16        | 17        | 18        | 19        | 20        |
| 39        | 21        | 22        | 23        | 24        | 25        | 26        | 27        |
| 40        | 28        | 29        | 30        |           |           |           |           |

| Oktober | Oktober | Oktober | Oktober | Oktober | Oktober | Oktober | Oktober |
| Kw      | Mo      | Di      | Mi      | Do      | Fr      | Sa      | So      |
| ------- | ------- | ------- | ------- | ------- | ------- | ------- | ------- |
| 40      |         |         |         | 1       | 2       | 3       | 4       |
| 41      | 5       | 6       | 7       | 8       | 9       | 10      | 11      |
| 42      | 12      | 13      | 14      | 15      | 16      | 17      | 18      |
| 43      | 19      | 20      | 21      | 22      | 23      | 24      | 25      |
| 44      | 26      | 27      | 28      | 29      | 30      | 31      |         |

| November | November | November | November | November | November | November | November |
| Kw       | Mo       | Di       | Mi       | Do       | Fr       | Sa       | So       |
| -------- | -------- | -------- | -------- | -------- | -------- | -------- | -------- |
| 44       |          |          |          |          |          |          | 1        |
| 45       | 2        | 3        | 4        | 5        | 6        | 7        | 8        |
| 46       | 9        | 10       | 11       | 12       | 13       | 14       | 15       |
| 47       | 16       | 17       | 18       | 19       | 20       | 21       | 22       |
| 48       | 23       | 24       | 25       | 26       | 27       | 28       | 29       |
| 49       | 30       |          |          |          |          |          |          |

| Dezember | Dezember | Dezember | Dezember | Dezember | Dezember | Dezember | Dezember |
| Kw       | Mo       | Di       | Mi       | Do       | Fr       | Sa       | So       |
| -------- | -------- | -------- | -------- | -------- | -------- | -------- | -------- |
| 49       |          | 1        | 2        | 3        | 4        | 5        | 6        |
| 50       | 7        | 8        | 9        | 10       | 11       | 12       | 13       |
| 51       | 14       | 15       | 16       | 17       | 18       | 19       | 20       |
| 52       | 21       | 22       | 23       | 24       | 25       | 26       | 27       |
| 53       | 28       | 29       | 30       | 31       |          |          |          |

| Januar | Januar | Januar | Januar | Januar | Januar | Januar | Januar |
| Kw     | Mo     | Di     | Mi     | Do     | Fr     | Sa     | So     |
| ------ | ------ | ------ | ------ | ------ | ------ | ------ | ------ |
| 1      |        |        |        | 1      | 2      | 3      | 4      |
| 2      | 5      | 6      | 7      | 8      | 9      | 10     | 11     |
| 3      | 12     | 13     | 14     | 15     | 16     | 17     | 18     |
| 4      | 19     | 20     | 21     | 22     | 23     | 24     | 25     |
| 5      | 26     | 27     | 28     | 29     | 30     | 31     |        |

| Februar | Februar | Februar | Februar | Februar | Februar | Februar | Februar |
| Kw      | Mo      | Di      | Mi      | Do      | Fr      | Sa      | So      |
| ------- | ------- | ------- | ------- | ------- | ------- | ------- | ------- |
| 5       |         |         |         |         |         |         | 1       |
| 6       | 2       | 3       | 4       | 5       | 6       | 7       | 8       |
| 7       | 9       | 10      | 11      | 12      | 13      | 14      | 15      |
| 8       | 16      | 17      | 18      | 19      | 20      | 21      | 22      |
| 9       | 23      | 24      | 25      | 26      | 27      | 28      |         |

| März | März | März | März | März | März | März | März |
| Kw   | Mo   | Di   | Mi   | Do   | Fr   | Sa   | So   |
| ---- | ---- | ---- | ---- | ---- | ---- | ---- | ---- |
| 9    |      |      |      |      |      |      | 1    |
| 10   | 2    | 3    | 4    | 5    | 6    | 7    | 8    |
| 11   | 9    | 10   | 11   | 12   | 13   | 14   | 15   |
| 12   | 16   | 17   | 18   | 19   | 20   | 21   | 22   |
| 13   | 23   | 24   | 25   | 26   | 27   | 28   | 29   |
| 14   | 30   | 31   |      |      |      |      |      |

| April | April | April | April | April | April | April | April |
| Kw    | Mo    | Di    | Mi    | Do    | Fr    | Sa    | So    |
| ----- | ----- | ----- | ----- | ----- | ----- | ----- | ----- |
| 14    |       |       | 1     | 2     | 3     | 4     | 5     |
| 15    | 6     | 7     | 8     | 9     | 10    | 11    | 12    |
| 16    | 13    | 14    | 15    | 16    | 17    | 18    | 19    |
| 17    | 20    | 21    | 22    | 23    | 24    | 25    | 26    |
| 18    | 27    | 28    | 29    | 30    |       |       |       |

| Mai | Mai | Mai | Mai | Mai | Mai | Mai | Mai |
| Kw  | Mo  | Di  | Mi  | Do  | Fr  | Sa  | So  |
| --- | --- | --- | --- | --- | --- | --- | --- |
| 18  |     |     |     |     | 1   | 2   | 3   |
| 19  | 4   | 5   | 6   | 7   | 8   | 9   | 10  |
| 20  | 11  | 12  | 13  | 14  | 15  | 16  | 17  |
| 21  | 18  | 19  | 20  | 21  | 22  | 23  | 24  |
| 22  | 25  | 26  | 27  | 28  | 29  | 30  | 31  |

| Juni | Juni | Juni | Juni | Juni | Juni | Juni | Juni |
| Kw   | Mo   | Di   | Mi   | Do   | Fr   | Sa   | So   |
| ---- | ---- | ---- | ---- | ---- | ---- | ---- | ---- |
| 23   | 1    | 2    | 3    | 4    | 5    | 6    | 7    |
| 24   | 8    | 9    | 10   | 11   | 12   | 13   | 14   |
| 25   | 15   | 16   | 17   | 18   | 19   | 20   | 21   |
| 26   | 22   | 23   | 24   | 25   | 26   | 27   | 28   |
| 27   | 29   | 30   |      |      |      |      |      |

| Juli | Juli | Juli | Juli | Juli | Juli | Juli | Juli |
| Kw   | Mo   | Di   | Mi   | Do   | Fr   | Sa   | So   |
| ---- | ---- | ---- | ---- | ---- | ---- | ---- | ---- |
| 27   |      |      | 1    | 2    | 3    | 4    | 5    |
| 28   | 6    | 7    | 8    | 9    | 10   | 11   | 12   |
| 29   | 13   | 14   | 15   | 16   | 17   | 18   | 19   |
| 30   | 20   | 21   | 22   | 23   | 24   | 25   | 26   |
| 31   | 27   | 28   | 29   | 30   | 31   |      |      |

| August | August | August | August | August | August | August | August |
| Kw     | Mo     | Di     | Mi     | Do     | Fr     | Sa     | So     |
| ------ | ------ | ------ | ------ | ------ | ------ | ------ | ------ |
| 31     |        |        |        |        |        | 1      | 2      |
| 32     | 3      | 4      | 5      | 6      | 7      | 8      | 9      |
| 33     | 10     | 11     | 12     | 13     | 14     | 15     | 16     |
| 34     | 17     | 18     | 19     | 20     | 21     | 22     | 23     |
| 35     | 24     | 25     | 26     | 27     | 28     | 29     | 30     |
| 36     | 31     |        |        |        |        |        |        |

| September | September | September | September | September | September | September | September |
| Kw        | Mo        | Di        | Mi        | Do        | Fr        | Sa        | So        |
| --------- | --------- | --------- | --------- | --------- | --------- | --------- | --------- |
| 36        |           | 1         | 2         | 3         | 4         | 5         | 6         |
| 37        | 7         | 8         | 9         | 10        | 11        | 12        | 13        |
| 38        | 14        | 15        | 16        | 17        | 18        | 19        | 20        |
| 39        | 21        | 22        | 23        | 24        | 25        | 26        | 27        |
| 40        | 28        | 29        | 30        |           |           |           |           |

| Oktober | Oktober | Oktober | Oktober | Oktober | Oktober | Oktober | Oktober |
| Kw      | Mo      | Di      | Mi      | Do      | Fr      | Sa      | So      |
| ------- | ------- | ------- | ------- | ------- | ------- | ------- | ------- |
| 40      |         |         |         | 1       | 2       | 3       | 4       |
| 41      | 5       | 6       | 7       | 8       | 9       | 10      | 11      |
| 42      | 12      | 13      | 14      | 15      | 16      | 17      | 18      |
| 43      | 19      | 20      | 21      | 22      | 23      | 24      | 25      |
| 44      | 26      | 27      | 28      | 29      | 30      | 31      |         |

| November | November | November | November | November | November | November | November |
| Kw       | Mo       | Di       | Mi       | Do       | Fr       | Sa       | So       |
| -------- | -------- | -------- | -------- | -------- | -------- | -------- | -------- |
| 44       |          |          |          |          |          |          | 1        |
| 45       | 2        | 3        | 4        | 5        | 6        | 7        | 8        |
| 46       | 9        | 10       | 11       | 12       | 13       | 14       | 15       |
| 47       | 16       | 17       | 18       | 19       | 20       | 21       | 22       |
| 48       | 23       | 24       | 25       | 26       | 27       | 28       | 29       |
| 49       | 30       |          |          |          |          |          |          |

| Dezember | Dezember | Dezember | Dezember | Dezember | Dezember | Dezember | Dezember |
| Kw       | Mo       | Di       | Mi       | Do       | Fr       | Sa       | So       |
| -------- | -------- | -------- | -------- | -------- | -------- | -------- | -------- |
| 49       |          | 1        | 2        | 3        | 4        | 5        | 6        |
| 50       | 7        | 8        | 9        | 10       | 11       | 12       | 13       |
| 51       | 14       | 15       | 16       | 17       | 18       | 19       | 20       |
| 52       | 21       | 22       | 23       | 24       | 25       | 26       | 27       |
| 53       | 28       | 29       | 30       | 31       |          |          |          |

## Ereignisse

### Politik und Weltgeschehen

#### Anglo-Skandinavisches Reich
König Sven Gabelbart von Dänemark segelt nach England. Uhtred, Earl von Nordhumbrien, unterwirft sich sofort, ebenso die Einwohner von Lindsey, der Five Boroughs des ehemaligen Danelag und alle Streitkräfte nördlich der Watling Street. Dann zieht er weiter nach Süden, wo er die Unterwerfung der südenglischen Gebiete und schließlich auch Londons erreicht. Am 25. Dezember wird Sven gekrönt und ist bis zu seinem Tod am 3. Februar 1014 auch König von England, nachdem der angelsächsische König Æthelred II. in die Normandie geflohen ist. Damit legt er den Grundstein für das bis 1042 existierende Anglo-Skandinavische Reich. Um seine Macht abzusichern, verheiratet er seinen Sohn Knut mit der englischen Adeligen Ælfgifu von Northampton.

#### Iberische Halbinsel
- 19. April: Nachdem Hischam II. nach der Eroberung der Stadt Córdoba vermutlich von Berbern getötet worden ist, setzt sich Sulaiman al-Mustain neuerlich als Kalif von Córdoba durch. Eine Konsolidierung seiner Herrschaft scheitert jedoch. So gründet unter anderem Zāwī ibn Zīrī eine eigene unabhängige Dynastie, die Ziriden von Granada, die ihre eigenen Interessen in den muslimischen Machtkämpfen vertreten. Mehrere Taifa-Königreiche entstehen.

#### Mittel- und Osteuropa

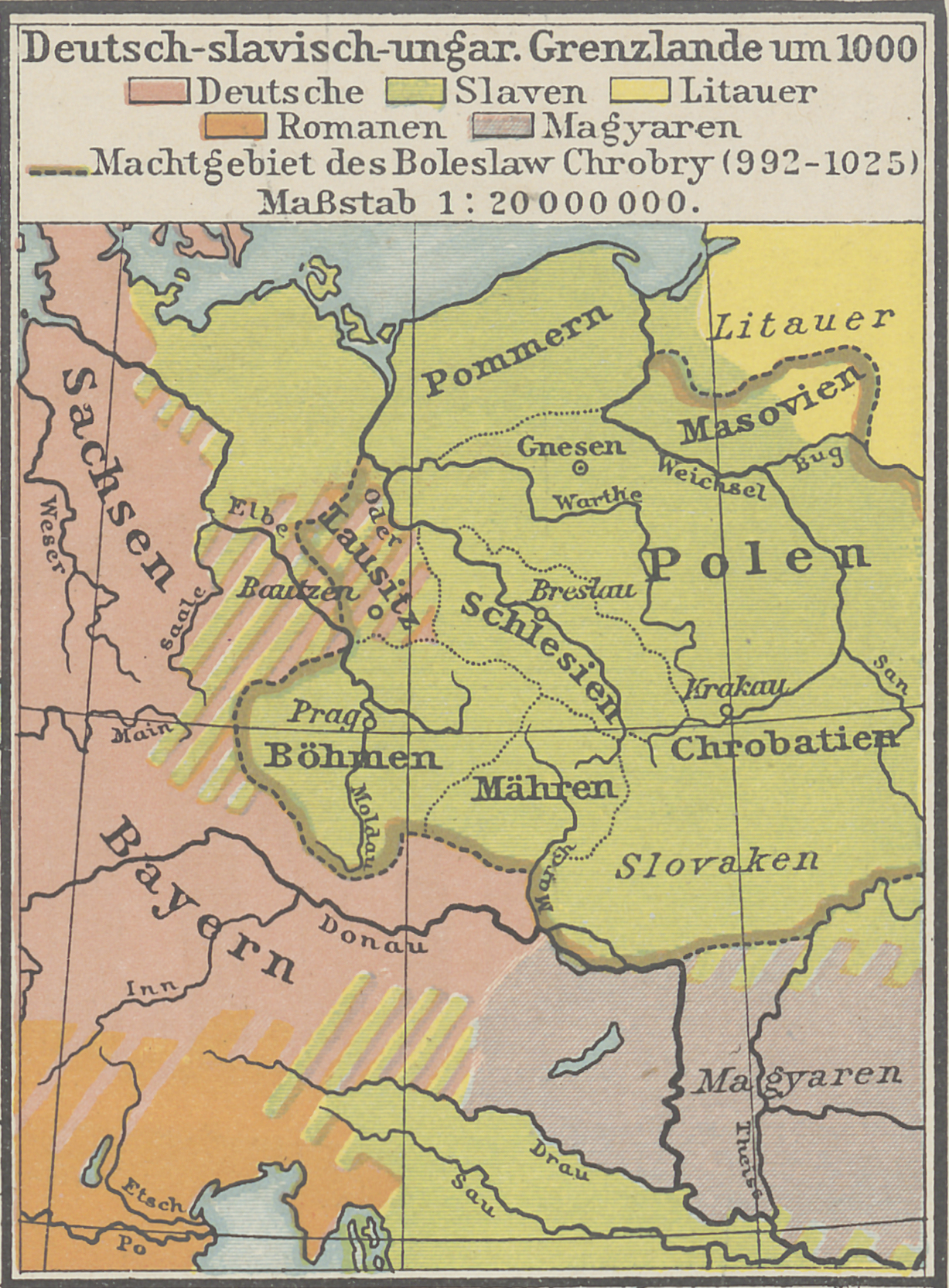
Herrschaftsgebiet Bolesławs I. in den Jahren ~ 1000 bis 1025 (Kartenausschnitt aus Putzgers Historischer Schul-Atlas, 1905)

- 6. Januar: Eine polnische Delegation kündigt in Allstedt dem ostfränkisch-deutschen König Heinrich II. das Kommen des polnischen Kronprinzen Mieszko II. Lambert an, der einen Frieden verhandeln soll.
- Anfang Februar: Bald nach der Erzbischofsweihe von Unwan in Magdeburg zu Mariä Lichtmeß am 2. Februar wird Mieszko II. Lambert von König Heinrich II. in Magdeburg empfangen. Mieszko leistet den Treueid und überreicht reiche Geschenke, worauf Heinrich II. mit ihm Frieden schließt. Heinrich II. erteilt königlichen Befehl, dass der polnische König Boleslaw I. Chrobry vor ihm wegen eines endgültigen Friedensschlusses zu erscheinen hat.
- Zur Beilegung des Konflikts zwischen Heinrich und Bolesław wird zu Pfingsten der zweite Hoftag von Merseburg einberufen, der von Thietmar von Merseburg in seiner Chronik festgehalten wird.
- 23. Mai: Heinrich II. empfängt in Merseburg Boleslaw von Polen. Dieser war nach den Angriffen vom Juli 1002 in Merseburg erst nach der Stellung von hochrangigen Geiseln zu einem Kommen bereit.
- 24. Mai: Boleslaw von Polen leistet in Merseburg Heinrich II. den Lehenseid und schreitet beim Kirchgang zur Festkrönung dem ostfränkisch-deutschen König als Schwertträger voran. Herzog Oldřich von Böhmen wird von Heinrich II. mit dem Herzogtum Böhmen belehnt. Erschienen sind auch Gesandte der Lutizen.
- 25. Mai: Heinrich II. belehnt Boleslaw von Polen mit der (Nieder-)Lausitz und mit dem Milzenerland (der heutigen Oberlausitz). Hierdurch und durch reiche Geschenke Boleslaws wird der Frieden von Merseburg besiegelt.

#### Fatimidenreich in Nordafrika und Syrien
- Al-Dschardscharai, Sekretär des Polizeichefs von Kairo, wird der Untreue beschuldigt, nachdem er Briefe des Geheimdienstes geöffnet hat, weswegen ihm beide Hände abgeschlagen werden. Allerdings bedauert Kalif al-Hakim aus der Dynastie der Fatimiden diese schwere Strafe bald, nimmt al-Dschardscharai wieder in den Palast auf und überträgt ihm hohe Ämter.

#### Urkundliche Ersterwähnungen
- Barfelde wird als Berivilti erstmals urkundlich erwähnt, ebenso sein späterer Stadtteil Eitzum als Eizem.

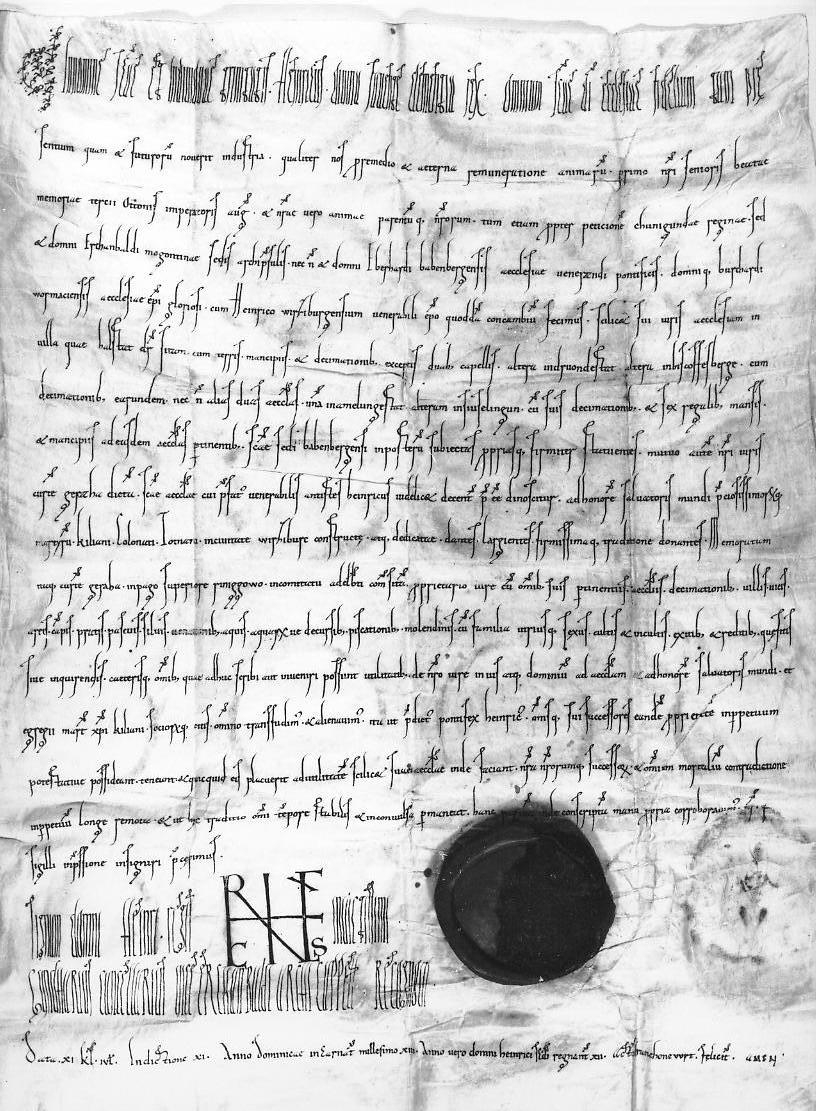
Urkunde aus dem Jahr 1013, in der Bischberg erstmals erwähnt ist

- Bischberg wird erstmals urkundlich als Biscoffesberge erwähnt.
- Germershausen wird erstmals urkundlich erwähnt.
- Gissigheim wird in einer Urkunde des Klosters Amorbach erstmals urkundlich erwähnt.

### Religion und Kultur

#### Kirchenhierarchie
- 2. Februar: Der Kaplan Heinrichs II. Unwan aus dem Geschlecht der Immedinger wird auf Befehl des Königs und unter Verwerfung der Wahl des Domkapitels von Hamburg-Bremen in Magdeburg von Erzbischof Gero zum Erzbischof von Hamburg und Bischof von Bremen geweiht und folgt damit dem am 4. Januar gestorbenen Libentius I. Er führt in allen Kanonikerstiften seiner Diözese die Institutiones Aquisgranenses ein.
- 4. Juni: Wegen seiner Ablehnung der durch Heinrich II. teilweise gewaltsam eingeführten Klosterreform von Gorze wird Branthog von Erzbischof Erkanbald von Mainz als Abt des Klosters Fulda abgesetzt. Er geht daraufhin mit einem Teil der Mönche nach Halberstadt, wo sie von Bischof Arnulf von Halberstadt aufgenommen und in das neue Kloster Ilsenburg im Harz weitergeschickt werden. Poppo, zu diesem Zeitpunkt bereits Abt von Lorsch, wird neuer Abt von Fulda.
- Nach dem Tod von Christian im September wird Berengar Bischof von Passau.
- Poppo von Stablo wird Prior der Abtei Saint-Vaast bei Arras.

#### Bauwerke
- Der Einsiedler Antonij lässt sich am Ufer des Dnepr in einer Waräger-Höhle nieder, wo später das Kiewer Höhlenkloster errichtet wird.

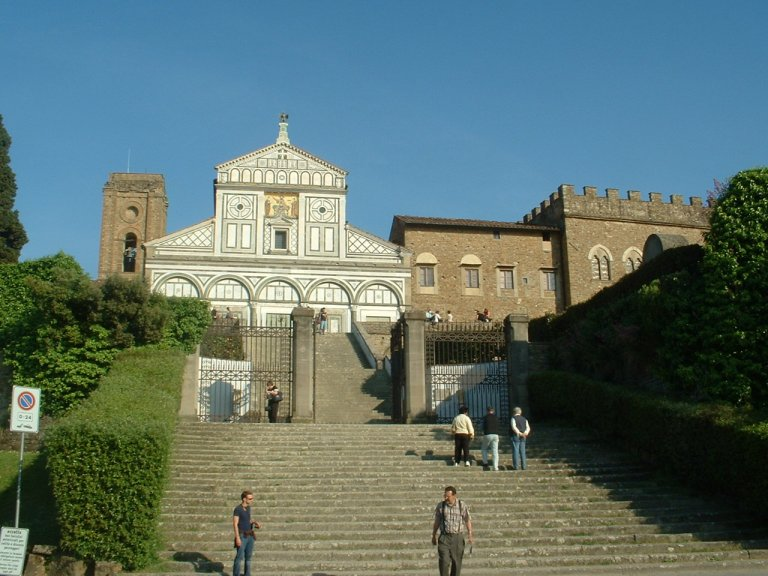
San Miniato al Monte nach seiner Fertigstellung

- Bischof Alibrando beginnt mit dem Bau der Kirche San Miniato al Monte bei Florenz.

### Gesellschaft
- Am 7. Februar endet die japanische Ära (Nengō) Kankō. Sie wird am nächsten Tag von der Ära Chōwa abgelöst.

## Geboren

### Geburtsdatum gesichert
- 28. Mai: Abū l-Walīd Sulaimān ibn Chalaf al-Bādschī, arabischer Hadith-Gelehrter, Rechtstheoretiker und Dichter in al-Andalus († 1081)
- 18. Juli: Hermann von Reichenau, deutscher Mönch, Historiker, Schriftsteller, Komponist, Mathematiker und Astronom († 1054)
- 22. September: Ryksa von Polen, Königin von Ungarn († 1075)

### Genaues Geburtsdatum unbekannt
- Isaak Alfasi, nordafrikanischer jüdischer Gelehrter († 1103)

### Geboren um 1013
- Sancha, Königin von León († 1067)

## Gestorben

### Todesdatum gesichert
- 4. Januar: Libentius I., Erzbischof von Bremen
- 19. April: Hischam II., Kalif von Córdoba (* 966)
- 1. Juni: Alapold, erster Abt des Benediktinerklosters in Münsterschwarzach nach der Zeit der Kommendataräbte

### Genaues Todesdatum unbekannt
- September: Christian, Bischof von Passau
- Abū Bakr Muḥammad ibn aṭ-Ṭaiyib al-Bāqillānī, islamischer Theologe
- Abulcasis, andalusisch-arabischer Arzt und Wissenschaftler (* 936)
- Reginar IV., Graf von Mons (* nach 947)
- Samuel ben Chofni, Oberhaupt der jüdischen Akademie zu Sura, Bibelübersetzer und -kommentator